# 1972-es női sakkvilágbajnokság
Az 1972-es női sakkvilágbajnokság versenysorozata volt az első olyan, amelyen zónaversenyek eredményei alapján állt össze a zónaközi verseny mezőnye, amelynek első három helyezettje az előző világbajnoki ciklus vesztesével kiegészülve kieséses rendszerű párosmérkőzések során döntötte el a világbajnok kihívójának személyét. A versenysorozat végén ismét, immár harmadszor, Alla Kusnyir szerzett jogot arra, hogy kihívja párosmérkőzésre a világbajnokot, Nona Gaprindasvilit. A világbajnoki döntő párosmérkőzést 8,5–7,5 arányban ezúttal is a címvédő Nona Gaprindasvili nyerte, ezzel harmadszor is megvédte világbajnoki címét.

## A zónaközi döntő
A versenyt 1971. májusban a jugoszláviai (ma Macedónia) Ohridban rendezték, amelyre 9 ország 18 versenyzője kvalifikálta magát. A versenyt a Nemzetközi Sakkszövetség (FIDE) szervezte. A 18 résztvevő között körmérkőzés formájában dőlt el a világbajnokjelölti párosmérkőzésen résztvevő első három helyezett személye. A helyekért a négy szovjet versenyző mellett a jugoszláv Milunka Lazarević és a magyar ivánka Mária között folyt nagy küzdelem. A párosmérkőzéses szakaszba továbbjutó első három helyen két szovjet versenyző (Alekszandria és Zatulovszkaja) és a jugoszláv Lazarević végzett. Ivánka Mária remek játékkal a 4–5. helyet szerezte meg, ezzel éppen csak lemaradt a továbbjutásról.
A zónaközi verseny végeredménye:
|    | Versenyző                  | Ország                    | 1 | 2 | 3 | 4 | 5 | 6 | 7 | 8 | 9 | 10 | 11 | 12 | 13 | 14 | 15 | 16 | 17 | 18 | Pont | S–B[2] |
| -- | -------------------------- | ------------------------- | - | - | - | - | - | - | - | - | - | -- | -- | -- | -- | -- | -- | -- | -- | -- | ---- | ------ |
| 1  | Nana Alekszandria          | Szovjetunió               | - | 0 | ½ | 1 | 1 | ½ | ½ | 1 | ½ | 0  | 1  | 1  | 1  | 1  | 1  | 1  | 1  | 1  | 13   |        |
| 2  | Milunka Lazarević          | Jugoszlávia               | 1 | - | 0 | ½ | 0 | 1 | 0 | ½ | 1 | 1  | ½  | 1  | 1  | ½  | 1  | 1  | 1  | 1  | 12   | 91.75  |
| 3  | Tatjana Zatulovszkaja      | Szovjetunió               | ½ | 1 | - | 0 | ½ | ½ | ½ | ½ | ½ | ½  | 1  | 1  | ½  | 1  | 1  | 1  | 1  | 1  | 12   | 91.25  |
| 4  | Natalia Konopleva          | Szovjetunió               | 0 | ½ | 1 | - | 1 | ½ | 1 | 0 | ½ | 1  | 0  | ½  | 1  | 1  | 1  | ½  | ½  | 1  | 11   | 87.50  |
| 5  | Ivánka Mária               | Magyarország              | 0 | 1 | ½ | 0 | - | ½ | ½ | 1 | ½ | 0  | 1  | ½  | ½  | 1  | 1  | 1  | 1  | 1  | 11   | 82.00  |
| 6  | Valentyina Kozlovszkaja    | Szovjetunió               | ½ | 0 | ½ | ½ | ½ | - | ½ | ½ | 1 | 1  | ½  | 1  | 1  | 1  | ½  | 0  | 1  | ½  | 10½  |        |
| 7  | Krystyna Hołuj-Radzikowska | Lengyelország             | ½ | 1 | ½ | 0 | ½ | ½ | - | ½ | 1 | ½  | 0  | ½  | ½  | ½  | 0  | 1  | 1  | 1  | 9½   | 77.50  |
| 8  | Elisabeta Polihroniade     | Románia                   | 0 | ½ | ½ | 1 | 0 | ½ | ½ | - | ½ | 1  | 1  | ½  | ½  | ½  | ½  | ½  | ½  | 1  | 9½   | 75.50  |
| 9  | Katarina Jovanović         | Jugoszlávia               | ½ | 0 | ½ | ½ | ½ | 0 | 0 | ½ | - | 1  | ½  | 1  | ½  | ½  | 1  | 1  | ½  | ½  | 9    |        |
| 10 | Olga Rubcova               | Szovjetunió               | 1 | 0 | ½ | 0 | 1 | 0 | ½ | 0 | 0 | -  | 1  | 0  | 1  | ½  | 0  | 1  | 1  | 1  | 8½   |        |
| 11 | Ružica Jovanović           | Jugoszlávia               | 0 | ½ | 0 | 1 | 0 | ½ | 1 | 0 | ½ | 0  | -  | ½  | ½  | 1  | 1  | ½  | ½  | 0  | 7½   | 59.25  |
| 12 | Tanja Belamaric            | Jugoszlávia               | 0 | 0 | 0 | ½ | ½ | 0 | ½ | ½ | 0 | 1  | ½  | -  | ½  | ½  | 1  | 1  | ½  | ½  | 7½   | 54.00  |
| 13 | Tereza Štadler             | Jugoszlávia               | 0 | 0 | ½ | 0 | ½ | 0 | ½ | ½ | ½ | 0  | ½  | ½  | -  | ½  | ½  | 1  | ½  | ½  | 6½   |        |
| 14 | Corry Vreeken-Bouwman      | Hollandia                 | 0 | ½ | 0 | 0 | 0 | 0 | ½ | ½ | ½ | ½  | 0  | ½  | ½  | -  | 1  | ½  | 0  | ½  | 5½   | 41.50  |
| 15 | Mona May Karff             | Amerikai Egyesült Államok | 0 | 0 | 0 | 0 | 0 | ½ | 1 | ½ | 0 | 1  | 0  | 0  | ½  | 0  | -  | ½  | ½  | 1  | 5½   | 40.75  |
| 16 | Gertrude Baumstark         | Románia                   | 0 | 0 | 0 | ½ | 0 | 1 | 0 | ½ | 0 | 0  | ½  | 0  | 0  | ½  | ½  | -  | ½  | 1  | 5    | 37.00  |
| 17 | Ruth Volgl Cardoso         | Brazília                  | 0 | 0 | 0 | ½ | 0 | 0 | 0 | ½ | ½ | 0  | ½  | ½  | ½  | 1  | ½  | ½  | -  | 0  | 5    | 36.25  |
| 18 | Gisela Kahn Gresser        | Amerikai Egyesült Államok | 0 | 0 | 0 | 0 | 0 | ½ | 0 | 0 | ½ | 0  | 1  | ½  | ½  | ½  | 0  | 0  | 1  | -  | 4½   |        |
A verseny játszmái (nem teljes)

## A világbajnokjelölti párosmérkőzések
A zónaközi verseny első három helyezettje kiegészülve Alla Kusnyirral, az előző világbajnoki döntő vesztesével mérkőzött kieséses rendszerű párosmérkőzéseken a világbajnok kihívásának jogáért. A 10 játszmából álló elődöntőket 1971. augusztus–szeptemberben Minszkben, illetve Bladelben, míg a 12 játszmás döntőt 1971. november–decemberben Kiszlovodszkban rendezték. Az elődöntők szoros küzdelmet hoztak, mindkettőn minimális, 5,5–4,5 arányú végeredmény született.
A döntőben Kusnyir fölényesen, 6,5–2,5 arányban győzte le Alekszandriát, így a mérkőzéssorozatból ő került ki győztesen, és egymás után harmadszor is ő szerzett jogot a világbajnok kihívására.
|  | Elődöntők             | Elődöntők             | Elődöntők         |                   |              | Döntő        | Döntő | Döntő |  |
|  |                       |                       |                   |                   |              |              |       |       |  |
|  | Alla Kusnyir          | Alla Kusnyir          | 5½                |                   |              |              |       |       |  |
|  | Alla Kusnyir          | Alla Kusnyir          | 5½                |                   |              |              |       |       |  |
|  | Tatjana Zatulovszkaja | Tatjana Zatulovszkaja | 4½                |                   |              |              |       |       |  |
|  | Tatjana Zatulovszkaja | Tatjana Zatulovszkaja | 4½                |                   | Alla Kusnyir | Alla Kusnyir | 6½    |       |  |
|  |                       |                       |                   |                   | Alla Kusnyir | Alla Kusnyir | 6½    |       |  |
|  |                       |                       | Nana Alekszandria | Nana Alekszandria | 2½           |              |       |       |  |
|  | Nana Alekszandria     | Nana Alekszandria     | Nana Alekszandria | Nana Alekszandria | 2½           | 5½           |       |       |  |
|  | Nana Alekszandria     | Nana Alekszandria     |                   |                   |              |              |       |       |  |
|  | Milunka Lazarević     | Milunka Lazarević     | 4½                |                   |              |              |       |       |  |

### A párosmérkőzések játszmái
- Kusnyir–Zatulovszkaja játszmák
- Alekszandria–Lazarević játszmák
- Kusnyir–Alekszandria játszmák

## A világbajnoki döntő
A világbajnoki döntő párosmérkőzésre 1972. május 10. – június 26. között Rigában került sor. A 16 játszmásra tervezett mérkőzésen a világbajnoki cím elnyeréséhez 8,5 pontot kellett valamelyik versenyzőnek elérni.
A mérkőzésen Gaprindasvili két győzelemmel kezdett, és a 6. játszma után már 4,5–1,5-re vezetett. A mérkőzés első fele 5–3-as Gaprindasvili előnnyel zárult. A 14. játszma megnyerésével Kusnyir 7,5–6,5-re zárkózott fel, végeredményben azonban  Gaprindasvili 8,5–7,5 arányban győzött, és harmadszor is megvédte világbajnoki címét Kusnyirral szemben.
| Versenyző          | Ország      | 1 | 2 | 3 | 4 | 5 | 6 | 7 | 8 | 9 | 10 | 11 | 12 | 13 | 14 | 15 | 16 |  | + | − | = | Pont |
| ------------------ | ----------- | - | - | - | - | - | - | - | - | - | -- | -- | -- | -- | -- | -- | -- |  | - | - | - | ---- |
| Nona Gaprindasvili | Szovjetunió | 1 | 1 | 0 | 1 | ½ | 1 | ½ | 0 | 1 | ½  | 0  | ½  | ½  | 0  | ½  | ½  |  | 5 | 4 | 7 | 8½   |
| Alla Kusnyir       | Szovjetunió | 0 | 0 | 1 | 0 | ½ | 0 | ½ | 1 | 0 | ½  | 1  | ½  | ½  | 1  | ½  | ½  |  | 4 | 5 | 7 | 7½   |

### A világbajnoki döntő párosmérkőzés játszmái
- Gaprindasvili-Kusnyir párosmérkőzés 16 játszmája a chessgames.com-on
- Gaprindasvili-Kusnyir párosmérkőzés 16 játszmája a 365chess.com-on